# Dangerous Seductress

Dangerous Seductress est un film indonésien réalisé par H. Tjut Djalil., sorti en 1992.

## Synopsis
Dans le but de ressusciter la Reine Noire, une jeune femme vide les hommes de leur sang...

## Fiche technique
- Titre : Dangerous Seductress
- Réalisation : H. Tjut Djalil.
- Scénario : H. Tjut Djalil. et H.R. Spring
- Production : Raam Soraya et Bill Lindsay
- Société de production : Soraya Intercine Film PT
- Musique : Janice Hubbard et Michael Silversher
- Photographie : David Mac
- Montage : Sean Thought
- Décors : Notto Bagaskoro, Sentot Sahid et Yan Senjaya
- Costumes : Agnes
- Pays d'origine : Indonésie, Philippines
- Format : Couleurs - 1,78:1 - Stéréo - 35 mm
- Genre : Horreur
- Durée : 94 minutes
- Date de sortie : 1992 (Indonésie)

## Distribution
- Kristin Anin : Linda
- Tonya Lawson : Susan
- Joseph Cassano : John
- Amy Weber : la Reine Noire
- John Warom : Bob
- Simon Jonathan Wood : le sergent Dotty
- Mick Camichael : Beko

## Autour du film
Le tournage s'est déroulé du 3 janvier au 27 février 1992 à Bali et Jakarta.
Dès le départ, dans un souci de pouvoir vendre son film à l'international, H. Tjut Djalil décida de signer son film sous le pseudonyme John Miller et de tourner tous les dialogues en anglais.